# Najas (Tarn)
Najas (en francès Nages) és un municipi francès situat al departament del Tarn i a la regió d'Occitània. Limita al nord i a l'est amb Murat, a l'oest amb La Cauna i al sud amb Fraisse d'Agot i La Salvetat d'Agot.

## Demografia
| Evolució de la població Cassini i INSEE |       |       |       |       |       |       |       |       |
| 1793                                    | 1800  | 1806  | 1821  | 1831  | 1836  | 1841  | 1846  | 1851  |
| 1 162                                   | 1 453 | 1 320 | 1 426 | 1 784 | 1 899 | 1 932 | 1 900 | 2 016 |

| 1856  | 1861  | 1866  | 1872  | 1876  | 1881  | 1886  | 1891  | 1896  |
| ----- | ----- | ----- | ----- | ----- | ----- | ----- | ----- | ----- |
| 1 827 | 1 845 | 1 843 | 1 715 | 1 632 | 1 574 | 1 585 | 1 527 | 1 524 |

| 1901  | 1906  | 1911  | 1921  | 1926 | 1931 | 1936 | 1946 | 1954 |
| ----- | ----- | ----- | ----- | ---- | ---- | ---- | ---- | ---- |
| 1 343 | 1 224 | 1 185 | 1 014 | 903  | 859  | 784  | 678  | 558  |

| 1962 | 1968 | 1975 | 1982 | 1990 | 1999 | 2006 | 2011 | 2016 |
| ---- | ---- | ---- | ---- | ---- | ---- | ---- | ---- | ---- |
| 589  | 494  | 387  | 330  | 321  | 330  | -    | -    | -    |

| 2019 | - | - | - | - | - | - | - | - |
| ---- | - | - | - | - | - | - | - | - |
| -    | - | - | - | - | - | - | - | - |

## Administració
| Període   | Identitat       | Partit        |
| --------- | --------------- | ------------- |
| 2001-2008 | Robert Pistre   | Divers droite |
| 2008-     | François Joucla |               |